# Osteologi
Osteologi (gr. osteon knogler, ben; logos lære) er læren om knoglernes bygning. Osteologien beskæftiger sig også med sammenligning af skeletsystemer. Det er en del af antropologi, zoologi, arkæologi, palæontologi og anatomi.